# 阿跌氏
阿跌氏（羅馬化：Ädiz），又写作跌氏、訶咥，铁勒與回鹘氏族名。根据《隋书·铁勒传》、《旧唐书·回纥传》记载，阿跌部落最初为铁勒的一部，其后为回鹘十五个部落之一。随着享祚多年的回鹘可汗家族药罗葛氏日益衰微，回鹘汗國权臣阿跌氏由次相辅政变为大相专国。795年奉誠可汗死，宰相骨咄祿被拥立为可汗，新可汗以及此后的回鹘的可汗均属阿跌氏，从此取代了药罗葛氏统治回鹘，直到840年汗国灭亡，共传10任可汗。阿跌氏之后，黠戛斯汗国的阿熱氏、契丹国的耶律氏、女真的完顏氏都曾统治或影响过蒙古高原，但均不以蒙古高原为统治中心，直到13世纪初蒙古部崛起，孛兒只斤氏将统治中心从斡難河上游的曲雕阿兰短暂的迁移到蒙古高原的哈拉和林。

## 后裔
唐朝有节度使名叫阿跌光進，后赐姓李。现代无此姓。哈薩克汗國的小玉茲中有阿達依部是指他們。